# Tur Peak
Der Tur Peak ist ein 1470 m hoher Berg im ostantarktischen Viktorialand. In den Victory Mountains ragt er 7,2 km südsüdöstlich des Mount Alberts an der südöstlichen Peripherie des Malta-Plateaus aus der Nordwand des unteren Mariner-Gletschers auf.
Der United States Geological Survey kartierte ihn anhand eigener Vermessungen und Luftaufnahmen der United States Navy aus den Jahren von 1960 bis 1964. Das Advisory Committee on Antarctic Names benannte ihn im Jahr 1969 nach Leutnant Juan José Tur (1931–2017) von den Reservestreitkräften der US Navy, Arzt auf der Hallett-Station im Jahr 1957.